# 화순 만연사 부도군
화순 만연사 부도군은 대한민국 전라남도 화순군 화순읍 동구리, 만연사에 있는 승탑이다. 2003년 12월 2일 화순군의 향토문화유산 제16호로 지정되었다.